# ビクター (プロレスラー)
- ビクター
- ヴィクター

ビクター（Viktor、1980年12月4日 - ）は、カナダのプロレスラー。アルバータ州グランドプレーリー出身。本名はエリック・トンプソン（Eric Thompson）。

## 来歴

### インディー団体
カナダでは有名なプロレスラーの訓練施設であるハート・ダンジョンに入門。1999年にハート・ダンジョンでトレーナーを務めるブルース・ハートとロス・ハートが主宰するStampedeにてアポカリプス（Apocalypse）のリングネームでプロレスラーデビューを果たす。デビュー後、Stampedeを中心にTRCW（Top Rope Championship Wrestling）、POW（Pro Outlaw Wrestling）、NWA加盟団体のECCW（Extreme Canadian Championship Wrestling）に参戦。
2003年11月、新日本プロレス北米支部長を務めるトーキョー・ジョーからスタンピード・キッド、スイフターに続く刺客としてシャドウ（The Shadow）のリングネームで新日本プロレスに参戦。同月27日には矢野通、12月6日に長井満也から勝利している。
2004年、Stampedeにて空位となっていたStampedeインターナショナルタッグ王座トーナメントにてハリー・スミスと組んで出場して勝ち進み、3月26日の決勝でデビッド・スウィフト & ジョニー・デバインに勝利して優勝。王座を戴冠した。2006年3月10日、Stampede北米ヘビー級王座争奪バトルロイヤルにて優勝してベルトを奪取。5月12日、ROHに参戦。サモア・ジョーと対戦するが敗戦した。
2007年、WWEとディベロップメント契約を交わし入団。傘下団体であるOVWにてエリック・ドゥーム（Erik Doom）のリングネームで活動を開始するが2008年にOVWがWWEとの提携を解消。後継団体にあたるFCWへの移籍は選ばずOVWへと残留を選ぶ。5月よりリングネームをAPOCへと変更し、ボーン・リラとタッグを結成して9月13日にOVW南部タッグ王座を獲得。2009年にはOVWヘビー級王座を2度獲得。
2010年3月、活動拠点をカナダへと戻してマニトバ州を拠点とするWFX（Wrestling Fan Xperience）にてケビン・ソーン、ギャングレルとザ・ブラザーフッド（The Brotherhood）なる怪奇系ユニットを結成。リング内外を暴れ回り、7月7日のイベントであるHeroes vs Villainsの全面抗争戦でボビー・フォックス & ダニー・ドゥガン & ザック・マーキュリーと対戦するが敗戦した。

### WWE

#### FCW / NXT
2011年3月、再びWWEと契約を交わす。傘下団体のFCWにてリック・ビクター（Rick Victor）のリングネームでロスター入り。同年にはジョバーとしての役目などトレーニングを中心としたが、2012年より出場することが多くなり、6月16日のハウスショーにてセス・ロリンズからFCWフロリダヘビー級王座を奪取するが、同日にボー・ダラスからアナザーマッチを行使され、王座を奪われる失態を見せたものの、7月13日にリマッチが行われ、再び王座を奪取した。またタッグ戦線においてブラッド・マドックスとタッグを組み、7月28日にFCWフロリダタッグチーム王座を獲得。FCW最後のタッグ王者となった。
FCWと並行し、NXTに出場し、FCWで抗争を繰り広げていたリッチー・スティムボートとFCWのストーリーを引き継ぎ抗争。8月にはNXTがFCWと合併したため、新生NXTへと移行。初代NXT王者となったセス・ロリンズに王座戦を組むよう因縁を付け、ノンタイトルマッチを行うが敗れてしまい、この試合以降テレビショーでの出番が激減した。
2013年5月、NXTにてコナー・オブライエンの試合後に登場するようになり、6月5日にオブライエンと結託してジ・アセンション（The Ascension）を復活。7月24日にミッキー・キーガン & エイデン・イングリッシュとのタッグマッチで圧勝した。8月よりNXTタッグ王座を奪取することを目論み、NXTタッグ王者であったエイドリアン・ネヴィル & コリー・グレイブスを標的とするようになり抗争を開始。同月28日にバックステージにてグレイブスを襲撃して負傷させたことによりタッグ王座奪取への距離を短くし、9月25日のタッグ王座挑戦権を懸けたタッグターモイルマッチに勝利。そして10月2日の王座戦にて勝利し、同王座を奪取した。11月よりリングネームをビクター（Viktor）へとマイナーチェンジ。同月、フニコ & カマーチョと抗争を開始し、2014年1月8日にNXTタッグ王座を懸けたトルネードタッグマッチによる決着戦が行い勝利し、抗争は終了となった。2月27日、WWE Network開局記念に行われたNXT初のPPV、arRIVALにて往年の名タッグチームであるトゥー・クール（スコッティ・2・ホッティ & グランマスター・セクセイ）と対戦。老獪且つ変則的な戦法に翻弄されるも、終盤にはビクターがスコッティによるワームを阻止し、フォール・オブ・マンを決めて勝利した。
arRIVAL以降、ジョバーチームとのスカッシュマッチを続け、5月29日にはTakeoverではエル・ローカル & カリストを相手に防衛戦を行い、体格差を生かした戦法で押し切って勝利した。9月9日、Main Eventに出場。ロス・マタドーレス（ディエゴ & フェルナンド）と対戦してフォール・オブ・マンを決めて勝利した。同月11日、Takeover Fatal 4 WayにてNXTタッグ王座挑戦権争奪トーナメントにて優勝したルチャドラゴンズ（カリスト & シン・カラ）と王座戦を行うが敗戦し、タッグ王座を陥落。また、同日にNXTデビューにおいてマイクパフォーマンスをしたヒデオ・イタミに対して因縁をつけて襲撃するも返り討ちにされた。10月2日、ビクターがヒデオとシングルマッチを行う予定であったが入場してリング内へ入ると同時にセコンドであるコナーと共にヒデオを襲撃。レフェリー達が割って入るも事態を収拾する事ができなかった。9日には再びビクター vs ヒデオのカードが組まれて対戦するが、ドロップキックを決められ敗戦。試合後にコナーがヒデオの応援者であるフナキを捕まえ、痛めつける事でヒデオの気を取り、ビクターが復讐。そしてヒデオをロープに挟め、フナキにフォール・オブ・マンを見舞った。何度も襲撃されるヒデオは遂にパートナーを呼ぶ事になり、11月6日にフィン・ベイラーを連れて対戦。何もする事ができずに敗戦した。12月11日、Takeover R Evolutionにてコスチュームを変更したヒデオ、ボディペイントとフェイスペイントを施したベイラーに臆する場面があったが、試合では中盤までコントロールした。しかし、最終的にはベイラーとヒデオによるダイビング・フット・スタンプを決められて敗戦した。

#### WWE
2014年12月12日、SmackDownにてフェイスペイントを施した姿で登場を予告するプロモーションを行った。12月30日、RAWにてミズ & ミズドウ（ザ・ミズ & ダミアン・ミズドウ）を相手にWWEデビュー戦を行い、フォール・オブ・マンを決めて勝利した。
2015年1月より開催する地域を拠点とするインディーレスラーを相手に連勝を重ねる。同月5日のRAWではリージョン・オブ・ドゥーム、デモリッションといったタッグチームを引き合いに出して自分達こそが本物だとアピール。最後にはリージョン・オブ・ドゥームの名台詞である"Oh What a Rush"で締めた。同月19日、RAWにてプロモーション中のnWo（ケビン・ナッシュ & スコット・ホール & ショーン・ウォルトマン）に邪魔をするかの如く登場。nWoと舌戦を繰り広げるが触発された解説のジョン・ブラッドショー・レイフィールドがロン・シモンズを呼び寄せてAPAでリングイン。更にバックステージより現れたニュー・エイジ・アウトローズ（ジェシー・ジェイムス & ビリー・ガン）により襲撃を喰らい、ビクターはブラッドショーによりクローズライン・フロム・ヘルを浴びせられ轟沈した。同月25日のPPV、Royal Rumble 2015にてニュー・エイジ・アウトローズと対戦する事が発表された。同月25日、Royal Rumble 2015にてニュー・エイジ・アウトローズと対戦。オールドスターでありながら万全の動きを見せる2人に苦戦するが最後にビリー・ガンにフォール・オブ・マンを決めて勝利した。
2016年4月、コナーがウェルネスポリシーに関する違反を犯し60日間の出場停止処分を受ける。同月20日、WWE Liveにてコナーと同様に出場停止処分を受けたアダム・ローズの代役としてカーティス・アクセルよりソーシャル・アウトキャストの新メンバーとして紹介される。アクセル vs ゴールダストの試合でアクセルのセコンドに就くが敗戦した。
2019年12月8日、WWEを解雇された。

## 得意技
- サイコクラッシャー

フィニッシャー。ランニング・ヨーロピアン・アッパーカット
- ランニングSTO

フィニッシャーへと繋ぐ技として使用。
- カナディアン・バックブリーカー
- フライング・フォアアーム
- バックハンド・チョップ
- フェイド・トゥ・ブラック

インディー団体活動時に使用していたフィニッシャー。クルシフィクス・パワーボムの体勢からパイルドライバーへと移行する。
- ベリー・トゥ・ベリー
- ランニング・ハイ・ニー

## 獲得タイトル
WWE
- NXTタッグ王座 : 1回

w / コナー
FCW
- FCWフロリダヘビー級王座 : 2回
- FCWフロリダタッグチーム王座 : 1回

w / ブラッド・マドックス
OVW
- OVWヘビー級王座 : 2回
- OVW南部タッグチーム王座 : 1回

w / ボーン・リラ
Stampede
- Stampede北米ヘビー級王座 : 21
- Stampedeレスリング・インターナショナルタッグ王座 : 2回

w / デビット・スウィフト
PWA
- PWAヘビー級王座
- PWAメンフィス王座

## 入場曲
- Rebellion
- Let Battle Commence
- Hell's Army